# The Oxford and Cambridge University Boat Race (film)
The Oxford and Cambridge University Boat Race byl britský krátký film z roku 1895. Režisérem a producentem byli Birt Acres (1854–1918) a Robert W. Paul (1869–1943). Film byl natočen 30. března 1895 a měl premiéru 5. května 1896 jako první komerčně promítaný film mimo Londýn na radnici v Cardiffu.
Film trvá necelou minutu a zobrazuje část závodu The Boat Race z roku 1895. Film se nezachoval a je považován za ztracený.